# Lotus 41

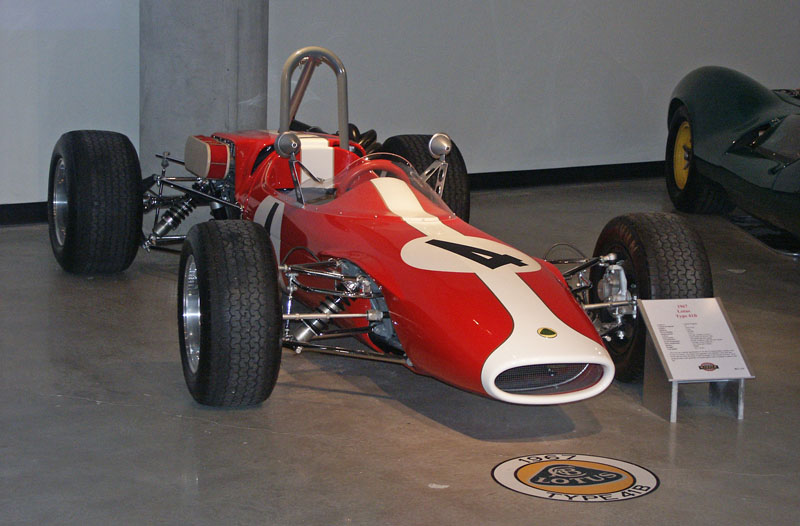
Lotus 41

Der Lotus 41 war ein Formel-2- und Formel-3-Rennwagen, gebaut vom britischen Motorsportteam Lotus.
Mit dem Lotus 41 versuchte Colin Chapman in den neu aufkommenden Markt der Formel-3-Fahrzeuge voll einzusteigen. Mit dem Lotus 41 kehrte das Team auch zum Gitterrohrrahmen zurück. Die Träger wurden aber durch Trennwände aus Metall verstärkt. Der Motor wurde in einem Winkel von 30 Grad eingebaut und sorgte wie das Getriebe für die Versteifung des Wagens.
Als Motor diente ein MAE-Aggregat von Cosworth. Durch die ungewöhnlich breite Spur wurde die schlanke Linie des Rennwagens betont. Die Frontpartie war aber kleiner als beim Vorgängermodell, dem Lotus 35.
Die Fahrzeuge wurden vom Team von Charles Lucas eingesetzt, das von Lotus massiv unterstützt wurde. Piers Courage gewann 1966 einige Rennen und kratzte an der Überlegenheit des Brabham-Teams. 61 Fahrzeuge wurden gebaut, die zu einem Stückpreis von 2475 Pfund verkauft wurden. Der Lotus 41B  war die Formel-2-Version mit FVA-Motor.
1967 wurde das Konzept überarbeitet. Als Lotus 41C  bekamen die Formel-3-Wagen neue Aufhängungen. Mit dem 41C fuhr Jackie Oliver seine ersten Rennen für Lotus. Der Wagen galt jedoch als instabil und die Verkaufszahlen brachen Mitte 1967 ein. 
Ein Spezialversion war der 41X , der eine extreme Keilform hatte. Von diesem Fahrzeug wurde nur ein Stück gebaut, das John Miles 1968 fuhr. Aus diesem Wagen wurde später der Lotus 55.